# Площадь Саввы
Площадь Саввы городская площадь в муниципалитете Савски Венац в Белграде, расположенная перед зданием Старого железнодорожного вокзала, между улицами Караджорджева, Неманьина и Савска.

## Имена
- Площадь Вильсона, в честь Вудро Вильсона, 28. президент США;
- Площадь Братства и Единства;
- Площадь Саввы.

## История
В районе площади Саввы до второй половины 19. века, был обнаружен большой пруд, названный Цыганским прудом или часто по ошибке Венецианский пруд.
Создание площади последовало за строительством здания железнодорожного вокзала, поэтому площадь образовалась к 1884 году.

## Знаменитые здания и культурные ценности

### Вокзал

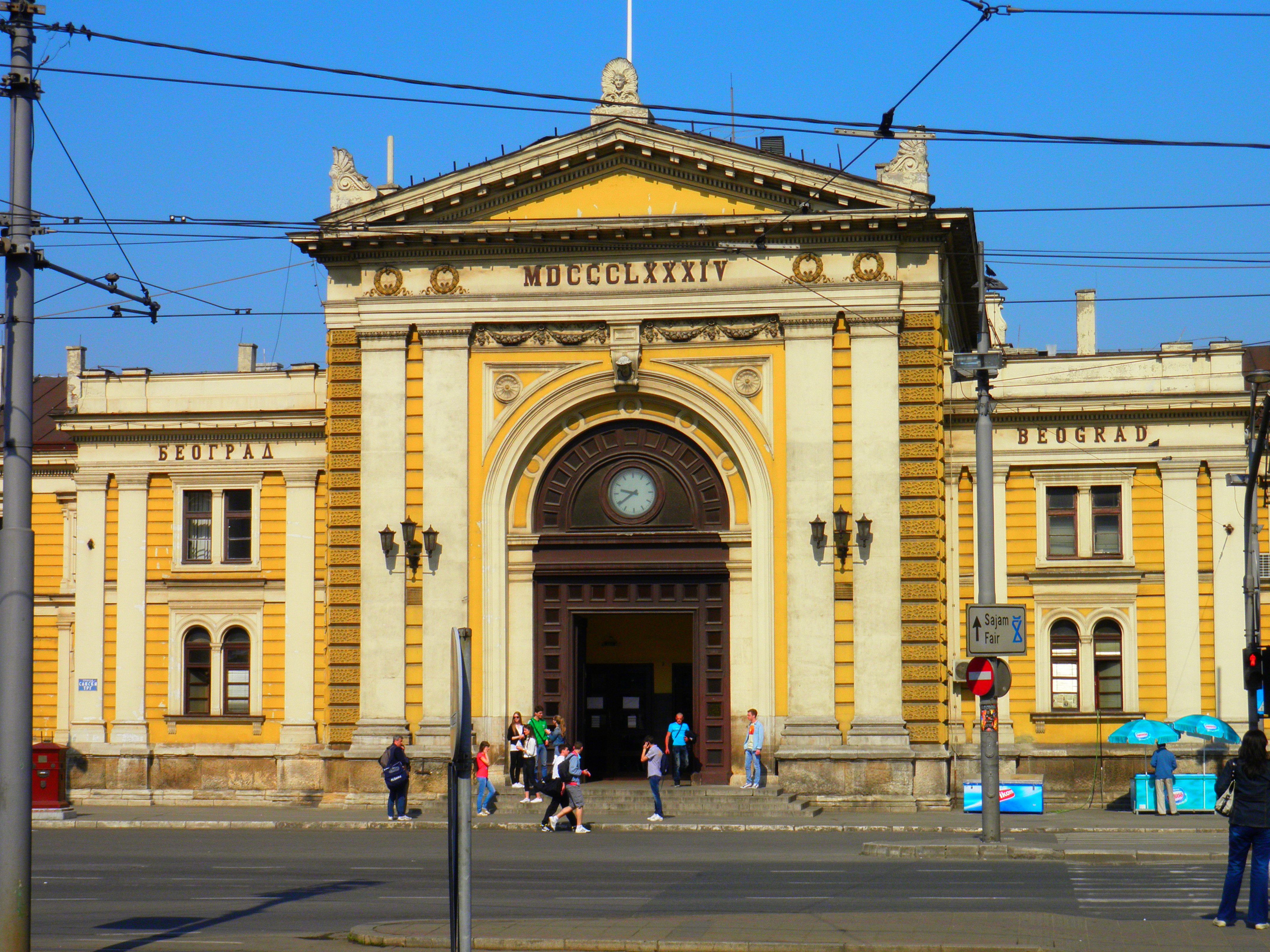
Здание вокзала на Савском проспекте, до реконструкции (2013 г.)

Торжественно сдан в эксплуатацию 20 августа, то есть 1 сентября 1884 года . года, когда в 15:00 первый поезд отправился с королем Миланом, королевой Натальей и наследным принцем Александром Обреновичем через Земун в Вену . Через три дня отправился первый поезд на Ниш, и 15-го числа на этой линии было установлено регулярное движение . Сентябрь, а также на линии Белград - Пешт.

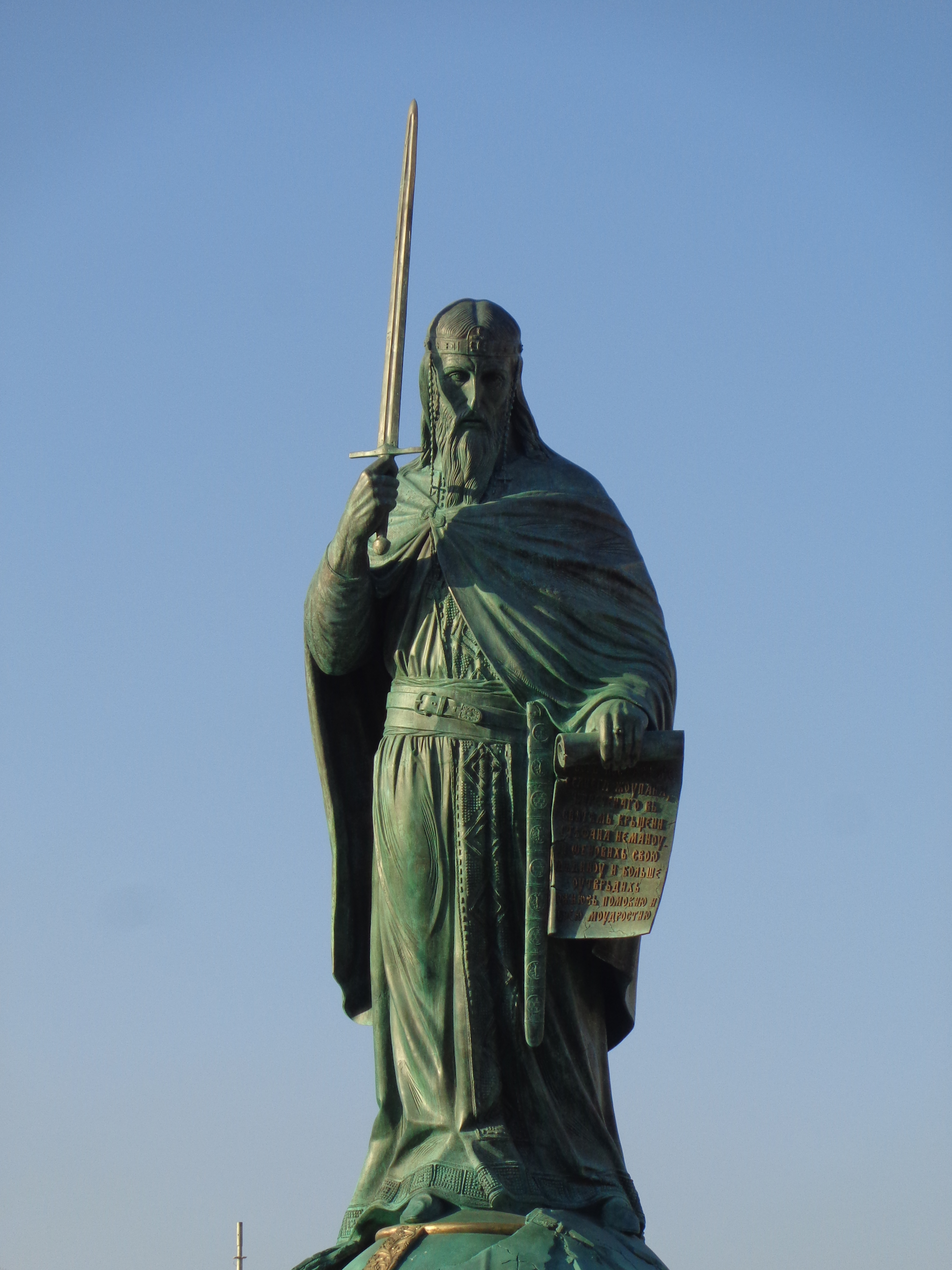
Памятник / Мемориал Стефану Неманья (2021 г.)

### Памятник Стефану Неманье
В центральной части площади Савы, перед зданием железнодорожного вокзала, планируется установить памятник великому префекту Стефану Немани, предку династии Неманичей и правителю Рашки с 1166 года. Автор памятника — российский скульптор Александр Юлианович Рукавишников, действительный член Российской Академии художеств.
Памятник был изготовлен в Подмосковье и по частям перевезен в Сербию, где его собрали заново. Первые части памятника стартовали 8 августа 2020 года. 

### Гостиница Петроград
Гостиница Петроград была построена в 1912 году . лет по проекту архитектора Петра Поповича. Здание пострадало в результате бомбардировки в апреле 1941 года, когда были разрушены два купола, которые так и не восстановили. В ходе послевоенной реконструкции с фасада были сняты многочисленные украшения.

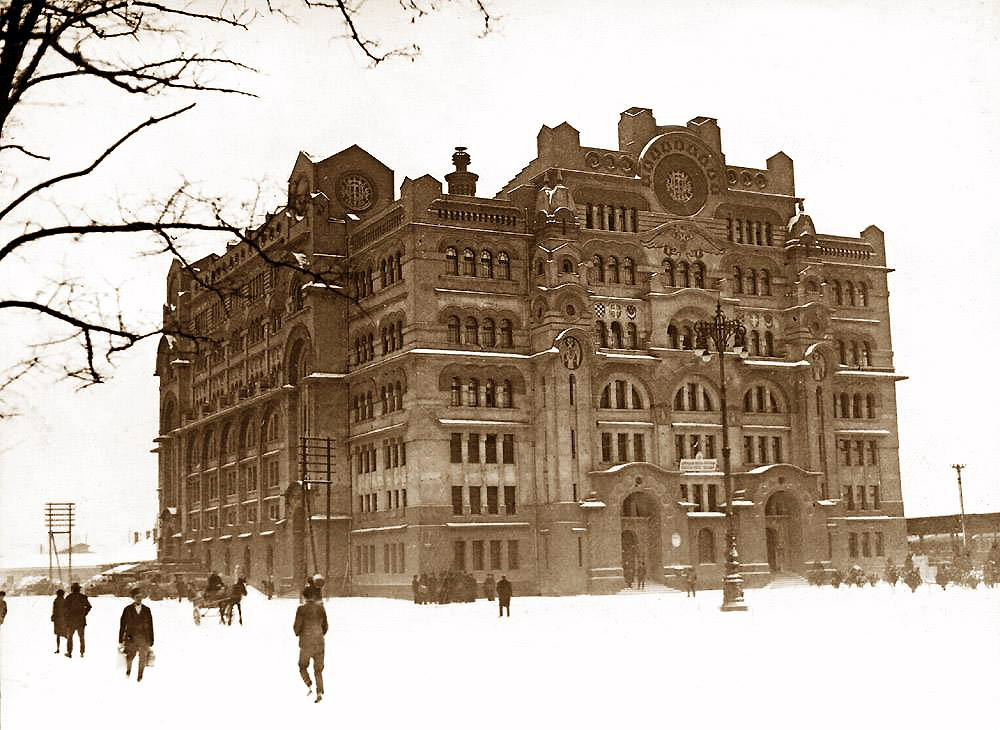
Довоенный вид Старой почты

### Старая почта
Старое почтовое отделение было построено в 1929 году по проекту архитектора Момира Коруновича и в современном сербско-византийском стиле . Здание было сильно повреждено во время бомбардировки Белграда союзниками во время Второй мировой войны в 1944 году. Ремонт проводился в 1947 году, но фасад претерпел огромные изменения и приобрел новый облик в духе соцреализма, как идеологически желательного направления, поддерживаемого Коммунистической партией Югославии .